# Investidura presidencial de Franklin D. Roosevelt en 1933

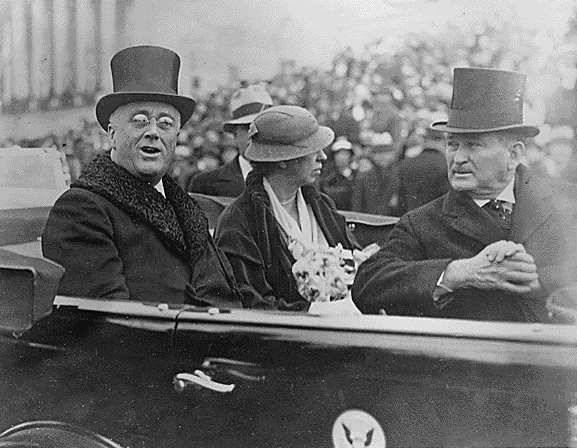
Franklin D. Roosevelt junto a su esposa Eleanor Roosevelt y Joseph Robinson en 1933

La Investidura presidencial de Franklin D. Roosevelt en 1933, fue la primera de cuatro investiduras presidenciales que tuvieron lugar el sábado 4 de marzo de 1933. Esta fue la última en celebrarse el 4 de marzo, bajo los términos de la Vigésima Enmienda a la Constitución de los Estados Unidos, todas las inauguraciones han tenido lugar el 20 de enero. Después de ser juramentado, Roosevelt se convirtió en el trigésimo segundo Presidente de los Estados Unidos.
La celebración tuvo lugar en una estela demócrata, la aplastante victoria de Roosevelt contra Herbert Hoover del partido republicano en las elecciones presidenciales de 1932 dejó a la nación en las garras de la Gran Depresión, el discurso inaugural del el nuevo presidente se espera con gran anticipación. El discurso presidencial de Roosevelt se difundió a nivel nacional en varias redes de radio, el discurso fue escuchado por decenas de millones de estadounidenses, con el fin de sentar las bases para Roosevelt y los esfuerzos urgentes para responder a la crisis.

## El discurso
“Presidente Hoover , presidente de la Corte Suprema, amigos:
Hoy es un día de consagración nacional, y estoy seguro de que mis conciudadanos estadounidenses esperan que, en mi investidura a la Presidencia, me dirija a ellos con la sinceridad y la determinación que exige la actual situación de nuestro país. Este, en especial, es el momento de decir la verdad, toda la verdad, con franqueza y valor. No debemos rehuir, debemos hacer frente sin temor a la situación actual de nuestro país.
Esta gran nación resistirá como lo ha hecho hasta ahora, resurgirá y prosperará. Por tanto, ante todo, permítanme asegurarles mi firme convicción de que a lo único que debemos temer es al temor mismo, a un terror indescriptible, sin causa ni justificación, que paralice los arrestos necesarios para convertir el retroceso en progreso.
En toda situación adversa de la historia de nuestra nación, un gobierno franco y enérgico ha contado con la comprensión y el apoyo del pueblo, fundamentales para la victoria. Estoy convencido de que el gobierno volverá a contar con su apoyo en estos días críticos. Con dicho espíritu, por mi parte y por la de ustedes, nos enfrentamos a nuestras problemáticas comunes que, gracias a Dios, solo entrañan cuestiones materiales.
Los valores han caído hasta niveles inverosímiles, han subido los impuestos, los recursos económicos del pueblo han disminuido, el gobierno se enfrenta a una grave reducción de ingresos, los medios de pago de las corrientes mercantiles se han congelado, las hojas marchitas del sector industrial se esparcen por todas partes, los agricultores no hallan mercados para su producción, miles de familias han perdido sus ahorros de muchos años. Y lo más importante, gran cantidad de ciudadanos desempleados se enfrenta al triste problema de la subsistencia, y un número igual trabaja arduamente con escasos rendimientos.
Únicamente un optimista ingenuo negaría la trágica realidad de la situación. Sin embargo, nuestras penurias no se derivan de una carencia de recursos. No sufrimos una plaga de langostas. En comparación con los peligros que nuestros antepasados vencieron gracias a su fe y a su coraje, aún tenemos mucho por lo que sentirnos agradecidos. La naturaleza continúa ofreciéndonos su exuberante abundancia, y los denuedos humanos la han multiplicado. A nuestros pies se extiende una gran riqueza; no obstante, su generosa distribución languidece a la vista de cómo se administra.
Primordialmente, esto se debe a que quienes gestionan el intercambio de los bienes de la humanidad han fracasado a causa de su obstinación e incompetencia, han admitido dicho fracaso y han dimitido. Las prácticas de los cambistas poco escrupulosos comparecen en el banquillo de los acusados ante el tribunal de la opinión pública, repudiados por los corazones y por las mentes de los hombres.
Ahora debemos devolver a ese templo sus antiguos valores. La magnitud de la recuperación depende de la medida en que apliquemos valores sociales más nobles que el mero beneficio económico. La felicidad no radica en la mera posesión de dinero; radica en la satisfacción del logro, en la emoción del esfuerzo creativo. La satisfacción y el estímulo moral del trabajo no deben volverse a olvidar en la irreflexiva persecución de beneficios fugaces.
La recuperación no solo reclama cambios en la ética. Este país exige acción, y una acción inmediata. Nuestro mayor y primordial empeño es el de poner a la gente a trabajar. No es un problema insoluble si nos enfrentamos a él con juicio y arrojo. Como política personal práctica, soy partidario de solucionar primero los problemas más acuciantes. No escatimaré esfuerzos en recomponer el mercado mundial mediante un reajuste económico internacional. No obstante, la situación de emergencia nacional no puede esperar a que esto se vea cumplido. La idea fundamental en la que se basan estas medidas específicas para la recuperación de nuestro país no se restringe solo al ámbito nacional. Es la insistencia, como primer factor para tener en cuenta, en la interdependencia de los diferentes elementos y territorios de los Estados Unidos; el reconocimiento de la vieja, y siempre importante, manifestación del espíritu estadounidense del pionero. Es el camino hacia la recuperación. Es el camino inmediato. Es la profunda convicción de que la recuperación será perdurable.
En el ámbito de la política internacional, consagraría este país a la política del buen vecino; del vecino que se respeta a sí mismo con resolución porque, al hacerlo, respeta los derechos del resto; del vecino que respeta sus compromisos y la inviolabilidad de sus acuerdos con una comunidad de vecinos mundial de la que forma parte. Si interpreto bien el ánimo de nuestro pueblo, es ahora cuando comprendemos, como nunca antes lo habíamos hecho, nuestra interdependencia; que no podemos limitarnos a tomar, sino que también debemos ofrecer.
Sé que estamos preparados y dispuestos a someter nuestras vidas y nuestros bienes a dicha disciplina porque es la que hace posible un gobierno con miras a un bien mayor. Esto es lo que me propongo ofrecerles, con la promesa de que estos propósitos supremos nos hermanarán a todos, como si se tratara de un compromiso sagrado, en una unidad en el deber solo promovida hasta la fecha en tiempos de conflictos armados.
Al amparo de mi deber constitucional, estoy dispuesto a recomendar las medidas que requiera una nación abatida en medio de un mundo abatido. Con el poder que me otorga la autoridad constitucional, trataré de llevar a una rápida adopción estas medidas o aquellas otras que el Congreso elabore a partir de su experiencia y su sabiduría. No obstante, en el caso de que el Congreso fracase en la adopción de uno de estos dos caminos, y en el caso de que la emergencia nacional siga siendo crítica, no eludiré el claro cumplimiento del deber al que habré de enfrentarme. Pediré al Congreso el único instrumento que queda para enfrentarse a la crisis: un amplio poder ejecutivo para librar una batalla contra la emergencia, equivalente al que se me concedería si estuviéramos siendo invadidos por un enemigo.
A cambio de la confianza en mí depositada, devolveré el coraje y la entrega que requieren estos tiempos. Es lo mínimo que puedo hacer. Nos enfrentamos a los arduos días que nos depara el futuro con la cálida resolución de la unidad nacional, con la conciencia tranquila del que busca viejos e inestimables valores morales, con la clara satisfacción que produce el cumplimiento del deber por parte de ancianos y jóvenes por igual.
Aspiramos a la seguridad de una vida nacional equilibrada y perdurable. No desconfiamos del futuro de la democracia fundamental. El pueblo de los Estados Unidos no ha fracasado. En su momento de necesidad nos ha transmitido el mandato de que desea una acción directa y enérgica. Ha exigido al gobierno disciplina y dirección. Me ha convertido en el actual instrumento de sus deseos. Lo aceptó como si fuera un regalo. En este día inaugural, pedimos con humildad la bendición de Dios. ¡Que nos proteja a todos y a cada uno de nosotros! ¡Que me guíe en los días venideros!”.